# دورا، دختر جهانگرد

از چپ به راست: سوایپر (در پس‌زمینه)، دورا، و بوتس

دورا، دختر جهانگرد (انگلیسی: Dora the Explorer) نام یک مجموعه انیمیشن آموزشی آمریکایی است که توسط «کریس گیفورد»، «والری والش»، و «اریک وینر» پدید آمد و از سال ۲۰۰۰ میلادی به‌طور مرتب پخش می‌شود.
در آمریکا، این مجموعه از شبکهٔ تلویزیونی «نیکلودئون» و «نیک جونیور»، پخش شد. یک دوبلهٔ اسپانیولی هم از این مجموعه، در شبکهٔ تلویزیونی «تله‌موندو» و همچنین در برنامهٔ «پلَنِتا یو» در شبکهٔ «یونیویژن» پخش شد.
این مجموعه در سال ۲۰۰۳ میلادی به‌دلیل «تلاش بی‌نظیرش در زمینهٔ لذت‌بخش کردن امر آموزش و یادگیری در نونهالان»، برندهٔ «جایزهٔ پی‌بادی» شد.

## خلاصه داستان
این مجموعه تلویزیونی، دربارهٔ دختری آمریکایی-هیسپانیک به نام «دورا» است که عاشق ماجراجویی و جستجوست. در هر قسمت، او به همراه کوله‌پشتی ارغوانی و سخن‌گوی خود و نیز یک میمون انسان‌واره به نام «بوتس»، در سفرشان با اماکن مختلف، با وقایع، موانع و معماهایی مواجه می‌شود که به کمک هم، آنها را حل می‌کنند و در برخی موارد (همانند چیستانها، یادگیری زبان اسپانیولی و شمارش اعداد) از بینندگان برنامه هم «کمک می‌خواهند.»
یکی از مشکلات «دورا» و «بوتش» در سفرهای ماجراجویانه‌شان، روباهی نقاب‌دار، دوپا و انسان‌واره به نام «سوآیپر» است که کارش دزدی اموال او یا دیگران است. «دورا» و «بوتش» باید جلوی این کار زشت او را بگیرند و کالاهای دزدی را پیدا کنند. وقتی «سوآیپر» به وسائل او نزدیک می‌شود، دورا سه مرتبه می‌گوید: «سوآیپر! کِش نرو!». اما گاهی هم لازم است بدین منظور، دیوار چهارم شکسته شود؛ مثلاً وقتی «سوآیپر» وسایل دیگران را کش‌رفته و در جایی پنهان کرده‌است، بینندگان تلویزیون، به «دورا» کمک می‌کنند تا جای اموال دزدیده‌شده را پیدا کند.
یک مشکل دیگر، «ترول اخمویِ پیر» است که زیر پل زندگی می‌کند و هر بار، برای اینکه به «دورا» و «بوتش» اجازهٔ عبور بدهد، برایشان یک چیستان مطرح می‌کند که بینندگان هم باید به «دورا» در حل آن کمک کنند.
بینندگان این برنامه، در انتخاب مسیر سفر هم به «دورا» و «بوتس» کمک می‌کنند. در انتها، دورا به مقصد می‌رسد و همه معماها و مشکلات را حل می‌کند و ترانه‌ای با عنوان «ما موفق شدیم!» را می‌خواند.